# Stratford (Dakota Południowa)
Stratford – miasteczko w Stanach Zjednoczonych, w stanie Dakota Południowa, w hrabstwie Brown.